# Stichting Schoolvoeding
De Stichting Schoolvoeding was een Surinaamse overheidsinstantie die het doel had om kinderen op school te eten te geven.
De stichting werd in 1993 werd opgericht door het ministerie van Onderwijs met het doel om 30.000 kinderen op school te voeden, zodat zij niet met lege magen en concentratieverlies in de klas zouden zitten. De eerste voorzitter was Lilian Ferrier. Begin 1994 kon zij de stichting nog niet van start laten gaan, omdat het ministerie geen geld naar de stichting had overgemaakt.
Het werk van de overheidsinstelling hield tussen 2011 en 2015 op te bestaan. Er bestaan nog wel andere initiatieven voor schoolvoeding, zoals tijdens naschoolse opvang.